# Amblypodia crabyle
Amblypodia crabyle är en fjärilsart som beskrevs av Kirsch 1877. Amblypodia crabyle ingår i släktet Amblypodia och familjen juvelvingar. Inga underarter finns listade i Catalogue of Life.